# Список опер Цезаря Кюи
В статье представлены оперы русского композитора Цезаря Антоновича Кюи.

## Список
| №  | Название оперы     | Год создания   | Информация |
| 1  | Кавказский пленник | 1874 год       | - Опера в 3-х действиях. - Либретто написал В. А. Крылов. - Основана на одноимённой поэма Пушкина. - Премьера состоялась 16 февраля 1883 года в Мариинском театре под управлением Эдуарда Направника.                              |
| 2  | Сын мандарина      | 1859 год       | - Одноактная комическая опера. - Либретто написал В. А. Крылов. - Премьера состоялась 22 февраля 1859 года на домашнем спектакле в доме супругов Керзиных                                                                          |
| 3  | Млада              | 1891 год       | - Опера-балет в четырёх действиях. - Либретто написали В. А. Крылов, С. А. Гедеонов и сам Ц. А. Кюи. - Премьера состоялась 1892 году на сцене Мариинского театра под управлением Эдуарда Направника.                               |
| 4  | Вильям Ратклиф     | 1861—1868 годы | - Опера в трёх действиях. - Основана на одноимённой трагедии Генриха Гейне. - Премьера состоялась 14 февраля 1869 года на сцене Мариинском театре под управлением Эдуарда Направника.                                              |
| 5  | Анджело            | 1871—1875 годы | - Опера в четырёх действиях. - Либретто написал Виктор Буренин. - Основана пьесе Виктора Гюго «Анджело, тиран Падуанский». - Премьера состоялась 1 февраля 1876 года на сцене Мариинском театре под управлением Эдуарда Направника |
| 6  | Флибустьер         | 1888―1889 годы | - Опера в трёх действиях. - Основана на одноимённой пьесе Жана Ришпена. - Посвящена графине де Мерси-Аржанто. - Премьера состоялась в Опере-Комик в Париже 22 февраля 1894 года.                                                   |
| 7  | Сарацин            | 1896―1898 годы | - Опера в четырёх действиях. - Либретто написал Владимир Стасов. - Основана на пьесе Александра Дюма «Карл VII». - Премьера состоялась 2 ноября 1899 года на сцене Мариинском театре под управлением Эдуарда Направника.           |
| 8  | Пир во время чумы  | 1900 год       | - Опера в одном действии. - Основана на одноимённой пьесе Александра Пушкина. - Премьера состоялась 11 ноября 1901 года в Москве в Новом театре.                                                                                   |
| 9  | Мадмуазель Фифи    | 1902―1903 годы | - Опера в одном действии. - Основана на одноимённом рассказе Ги де Мопассана. - Премьера состоялась 4 ноября 1903 года в Эрмитажном театре артистами Московской частной русской оперы.                                             |
| 10 | Снежный богатырь   | 1905 год       | - Опера-сказка для детей в одном действии. - Либретто написала Марина Станиславовна Поль. - Премьера состоялась 15 мая 1906 года в Ялте.                                                                                           |
| 11 | Матео Фальконе     | 1906―1907 годы | - Опера в одном действии. - Основана на одноимённом рассказе Проспера Мериме. - Премьера оперы состоялась 14 декабря 1907 года в Большом театре в Москве.                                                                          |
| 12 | Капитанская дочка  | 1907―1909 годы | - Опера в четырёх действиях. - Основана на одноимённой повести Александра Пушкина. - Премьера состоялась 14 февраля 1911 года на сцене Мариинском театре под управлением Эдуарда Направника                                        |
| 13 | Красная шапочка    | 1911 год       | - Опера-сказка для детей в двух действиях. - Либретто написала Марина Станиславовна Поль. - Основана на одноимённой сказке Шарля Перро. - Посвящена Цесаревичу Алексею.                                                            |
| 14 | Кот в сапогах      | 1913 год       | - Опера-сказка для детей в трёх действиях. - Либретто написала Марина Станиславовна Поль. - Основана на одноимённой сказке Шарля Перро. - Премьера состоялась в Риме в 1915 году под названием «Il gatto con gli stivali».         |
| 15 | Иванушка-дурачок   | 1913 год       | - Опера-сказка для детей в трёх действиях. - Написана по мотивам русских народных сказок. |
| -- | ------------------ | -------------- | --- |